# Jean-Claude Jambon
Pour les articles homonymes, voir Jambon (homonymie).
Jean-Claude Jambon est un sommelier français élu « Meilleur sommelier du monde 1986 ».

## Biographie
Jean-Claude Jambon voyage durant deux ans sur un bateau puis devient sommelier du restaurant  « Faugeron » dans le 16e arrondissement de Paris depuis 1977. Il est très attaché à la région de son enfance du Beaujolais.

## Palmarès
- 1962 et 1972 - Finaliste Meilleur Sommelier de France
- 1972 et 1974 - Sommelier de l'Année « Bourgogne-Jura-Savoie »
- 1974 - Meilleur Sommelier de France
- 1978 - Second Meilleur Sommelier du Monde (Lisbonne)
- 1986 - Meilleur sommelier du Monde